# SN 2007fz
SN 2007fz – supernowa typu II odkryta 18 lipca 2007 roku w galaktyce A160205+2943. W momencie odkrycia miała maksymalną jasność 16,50m.